# Wezen
Wezen eller Delta Canis Majoris (δ Canis Majoris, förkortat Delta CMa, δ CMa) som är stjärnans Bayerbeteckning, är en superjättestjärna belägen i den mellersta delen av stjärnbilden Stora hunden. Den har en skenbar magnitud på 1,82 och är klart synlig för blotta ögat. Baserat på parallaxmätning inom Hipparcosuppdraget på ca 2,0 mas, beräknas den befinna sig på ett avstånd av ca 1  600 ljusår (ca 490 parsek) från solen. Sedan 1943 har spektret för denna stjärna fungerat som en av de stabila referensstjärnor som andra stjärnor klassificeras efter.

## Nomenklatur
Delta Canis Majoris har det traditionella namnet Wezen (alternativt Wesen eller Wezea) som kommer från det medeltida arabiska ordet وزن al-wazn, vilket betyder "vikt" på modern arabiska. Namnet användes för ett par stjärnor, den andra var Hadar, som nu har kommit att stå för Beta Centauri. Det är oklart huruvida paret av stjärnor ursprungligen var Alfa Centauri och Beta Centauri eller Alfa Columbae och Beta Columbae. I vilket fall som helst användes namnet på både Delta Canis Majoris och Beta Columbae. Richard Hinckley Allen funderade på om namnet visar på stjärnans svårighet att stiga över horisonten (på norra halvklotet). Astronomen Jim Kaler har noterat aptiten på det traditionella namnet utifrån stjärnans massiva natur.
År 2016 organiserade Internationella astronomiska unionen en arbetsgrupp för stjärnnamn (WGSN) med uppgift att katalogisera och standardisera riktiga namn för stjärnor. WGSN:s första bulletin av juli 2016 innehöll en tabell över de första två satserna av namn som fastställts av WGSN där Wezen ingår för denna stjärna.
I stjärnkatalogen i kalandern Al Achsasi Al Mouakket kallades denna stjärna Thalath al Adzari ( تالت ألعذاري - taalit al-atārii), som översattes till latin som Tertia Virginum, vilket betyder tredje jungfrun.  δ CMa, tillsammans med ε CMa (Adhara), η CMa (Aludra) och ο2 CMa (Thanih al Adzari), utgjorde Al'Adhārā ( ألعذاري ), Jungfruarna.

## Egenskaper
Wezen är en gulvit superjättestjärna av spektralklass F8 Ia. Den har en massa som är ca 17 gånger större än solens massa, en radie som är ca 215 gånger större än solens och utsänder från dess fotosfär ca 82 000 gånger mera energi än solen vid en effektiv temperatur på ca 5 800 K. Om Wesen befann sig lika nära jorden som Sirius, skulle den vara lika ljus som en halv fullmåne.
Med en ålder på endast ca 10 miljoner år har Wezen slutat att förbruka väte i dess kärna. Dess yttre skikt har börjat expandera och kylas av, och under de kommande 100 000 åren blir den efter hand en röd superjätte som i sin kärna bildar tyngre och tyngre element. När den har en kärna av järn kommer den att kollapsa och explodera som en supernova.